# Théologie protestante de l'alliance
Pour les articles homonymes, voir Théologie de l'Alliance.
 (avril 2024).
Si vous disposez d'ouvrages ou d'articles de référence ou si vous connaissez des sites web de qualité traitant du thème abordé ici, merci de compléter l'article en donnant les références utiles à sa vérifiabilité et en les liant à la section « Notes et références ».
La théologie protestante de l'alliance (aussi connue sous le nom de théologie fédérale) est une doctrine chrétienne et un système interprétatif concernant la compréhension de l'ensemble de la Bible. Elle se base sur le concept d'alliance en tant que principe organisateur de la théologie protestante.

## Doctrine
La théologie de l'alliance envisage l'histoire des relations entre Dieu et l'humanité, de la création jusqu'à la chute, à la rédemption et à la fin, dans le cadre de trois alliances théologiques dominantes :  les alliances de rédemption, des œuvres et de grâce.  
Ces trois alliances sont qualifiées de théologiques parce qu'elles ne sont pas explicitement mentionnées dans la Bible mais sont considérées comme étant théologiquement implicites, décrivant et résumant la richesse de l'Écriture sainte. Au sein de la pensée historique du christianisme réformé, la théologie de l'alliance n'est pas considérée comme un simple point de doctrine ni comme un dogme central, mais plutôt comme une structure d'ensemble selon laquelle le texte biblique s'organise. 
En tant que système servant à l'interprétation biblique, la théologie de l'alliance se distingue du dispensationalisme en ce qui concerne la relation entre l'Ancienne alliance avec Israël et la Nouvelle Alliance établie par le sang du Christ. Par rapport au statut du peuple juif actuel, les détracteurs de la théologie de l'alliance parlent d’elle comme d'une « théologie de la substitution » ou « supersessionisme », car elle enseigne selon eux, que Dieu a abandonné les promesses qu’il avait faites aux Juifs et a remplacé ces derniers par les chrétiens en tant que peuple élu sur Terre. Les théologiens de l'alliance réfutent l'idée selon laquelle Dieu a abandonné ses promesses à Israël, mais voient plutôt l'accomplissement de ces promesses dans la personne et l'œuvre du Messie, Jésus de Nazareth, qui a établi l'Église en continuité organique avec Israël et non comme une entité de remplacement qui en serait séparée. 
La théologie de l'alliance est une particularité importante de la théologie protestante, notamment parmi les Églises qui soutiennent une vue dite calviniste de la théologie, comme les Églises réformées et presbytériennes, ainsi que, sous différentes formes, certaines Églises méthodistes et baptistes réformées. 

### Alliances théologiques
La nature de la relation d'alliance entre Dieu et sa création n’est pas considérée comme automatique ou de nécessité. C'est plutôt Dieu qui a daigné volontairement que son rapport avec les hommes soit une relation d'alliance. De plus, les dispositions de cette relation sont fixées par Dieu seul, selon sa propre volonté.
En particulier, la théologie de l'alliance enseigne que Dieu a instauré deux alliances avec l'humanité, lesquelles découlent d'une alliance éternelle, au sein de la Trinité, qui décide du rapport qu'entretiennent entre elles les deux autres alliances. Par conséquent, en ce qui concerne la relation entre Dieu et l'humanité, le calvinisme historique conçoit une double alliance, reflétant ainsi la distinction, établie dès les premiers temps de la Réforme, entre la loi et l'Évangile. 

#### Alliance de rédemption
L'alliance de rédemption est l'accord éternel au sein de la Trinité, selon lequel le Père a envoyé le Fils, par la puissance du Saint-Esprit, afin de racheter son peuple et le sauver de la culpabilité et de la puissance du péché. Dieu a envoyé le Christ pour qu'il mène une vie de parfaite obéissance à la loi et qu'il meure d'une mort pénale, substitutive et sacrificielle (voir théorie de la substitution pénale), en tant que représentant dans l'alliance de tous ceux qui croient en lui. 
Certains théologiens de l'alliance ne  reconnaissent pas cette alliance de rédemption intra-trinitaire. D’autres remettent en question la notion d'œuvres du Fils comme étant récompensées par l'obtention d'un peuple pour Dieu, ou encore contestent la nature de cet arrangement comme étant une alliance. Ceux qui défendent l’existence de cette alliance s'appuient sur des passages de la Bible comme Philippiens 2:5-11 et Apocalypse 5:9-10 pour soutenir le principe d'œuvres menant à la récompense, et sur d’autres passages comme le Psaume 110 pour montrer qu'il s'agit bien, selon l'Écriture sainte, d'une alliance.

#### Alliance des œuvres
L'alliance des œuvres s'est faite dans le jardin d'Éden entre Dieu et Adam, lequel représentait toute l'humanité en tant que chef fédéral (Romains 5:12-21). Elle promettait la vie en cas d'obéissance et la mort en cas de désobéissance. Adam, et toute l'humanité en Adam, ont rompu l'alliance et se sont donc trouvé condamnés. Après la chute, l'alliance des œuvres a continué à s'opérer en tant que loi morale. 
Bien qu'elle ne soit pas explicitement appelée « alliance » dans les premiers chapitres de la Genèse, la comparaison entre l'autorité représentative qu'est le Christ et Adam (Romains 5:12-21) ainsi que des passages de la Bible comme Osée 6:7, ont conduit à émettre cette idée. 
Il a également été remarqué que le passage Jérémie 33:20-26 (voir Jérémie 31:35-36) compare l'alliance entre Dieu et David avec une autre alliance : celle entre Dieu et le jour et la nuit ainsi que les lois du ciel et de la terre que Dieu a fixées lors de la création. Ceci a mené certains à concevoir toute la création comme une alliance, laquelle serait le décret établissant les lois naturelles gouvernant la terre et le ciel. L'alliance des œuvres pourrait alors être considérée comme un élément (la loi naturelle) d'une alliance plus large (l'alliance de création). En conséquence, l'alliance des œuvres a aussi été appelée alliance de création, ce qui indique qu'elle n'a pas été ajoutée mais qu'elle est constitutive de l'espèce humaine. Elle a également été désignée sous le nom d'alliance de nature en raison de son rapport avec la loi naturelle, ainsi qu'alliance de vie pour la récompense qu'elle est censée livrer si elle est respectée.

#### Alliance de grâce
L'alliance de grâce promet la bénédiction éternelle à tous ceux qui croient aux promesses successives de Dieu. Le Christ est l'ultime accomplissement de ces promesses. Il est le représentant substitutif de cette alliance et accomplit l'alliance des œuvres au nom de ceux qui croient en lui. Il accomplit l'alliance des œuvres à la fois dans ses exigences positives de justice, mais aussi dans ses conséquences négatives pénales, ce qui est couramment décrit comme l'obéissance active et passive du Christ. L'alliance de grâce est l'expression historique de l'alliance éternelle de rédemption. Le passage de la Bible Genèse 3:15 qui comporte la promesse que la descendance de la femme écrasera la tête du serpent, est généralement considéré comme étant l'inauguration historique de l'alliance de grâce.  
L'alliance de grâce est devenue la base de toutes les autres alliances que Dieu a passées par la suite avec l'humanité, telles que celle avec Noé (Genèse 6 et 9), avec Abraham (Genèse 12, 15 et 17), avec Moïse (Exode 19 à 24), avec David (2 Samuel 7), et finalement la Nouvelle Alliance fondée et accomplie en la personne du Christ. Ces alliances individuelles sont nommées alliances bibliques parce qu'elles sont explicitement décrites dans la Bible. Selon la théologie de l'alliance, la soumission à la loi de Dieu et le fait de vivre en accord avec sa loi morale telle qu'elle est exprimée de manière concise dans les Dix Commandements, ne sont qu'une réaction à la grâce de Dieu, et ne peuvent pas remporter en eux-mêmes son approbation (légalisme). Ainsi, même lorsqu'il transmet les Dix Commandements, Dieu débute sa loi par un rappel aux Israélites qu'il est celui qui leur a permis de sortir de l'esclavage en Égypte (grâce).

### Alliances bibliques

#### Alliance adamique
La théologie de l'alliance estime que l'alliance des œuvres est pour la première fois formée avec Adam dans le jardin d'Éden. Après l'échec d'Adam à respecter cette alliance, Dieu a établi l'alliance de grâce pour les générations futures promises par Dieu dans Genèse 3:15. Il montra également son souci de les racheter de leur faute en leur faisant des vêtements de peau pour les habiller. Il s'agit peut-être ici du premier exemple de sacrifice animal. Les alliances spécifiques qui intervinrent après la chute d'Adam, sont considérées comme étant conclues sous la coupe de l'alliance de grâce. 

#### Alliance noachique
L'alliance avec Noé est mentionnée dans le chapitre 9 du livre de la Genèse. Bien que le thème de la rédemption y est fortement présent lorsque Noé et sa famille sont sauvés des eaux du jugement, le récit du déluge joue sur la reprise du thème de la création tel qu'il est décrit dans le chapitre 1 de la Genèse. Il y a « dé-création » puis « re-création ». Les termes employés au sujet de l'alliance reflètent davantage une réaffirmation de l'ordre universel de la création qu'une promesse particulière de rédemption.  

#### Alliance abrahamique
L'alliance avec Abraham se trouve dans les chapitres 12, 15 et 17 du livre de la Genèse. Dieu promet à Abraham une terre et une descendance, bien qu'il ne verra pas de son vivant la concrétisation de cette promesse. C'est en effet la descendance d'Abraham qui découvrira la terre promise. L'épître aux Hébreux explique qu'Abraham était à la recherche d’une meilleure patrie, aux fondements inébranlables dont Dieu est l'architecte et le constructeur : la patrie céleste (Hébreux 11:8-16). Selon l'apôtre Paul, la descendance promise à Abraham, celle à qui a été faite la promesse, c'est le Christ lui-même (Galates 3:16). Par conséquent, ceux qui croient dans le Christ font aussi partie de la descendance d'Abraham et sont aussi les héritiers de la promesse que Dieu lui a faite (Galates 3:29).

#### Alliance mosaïque

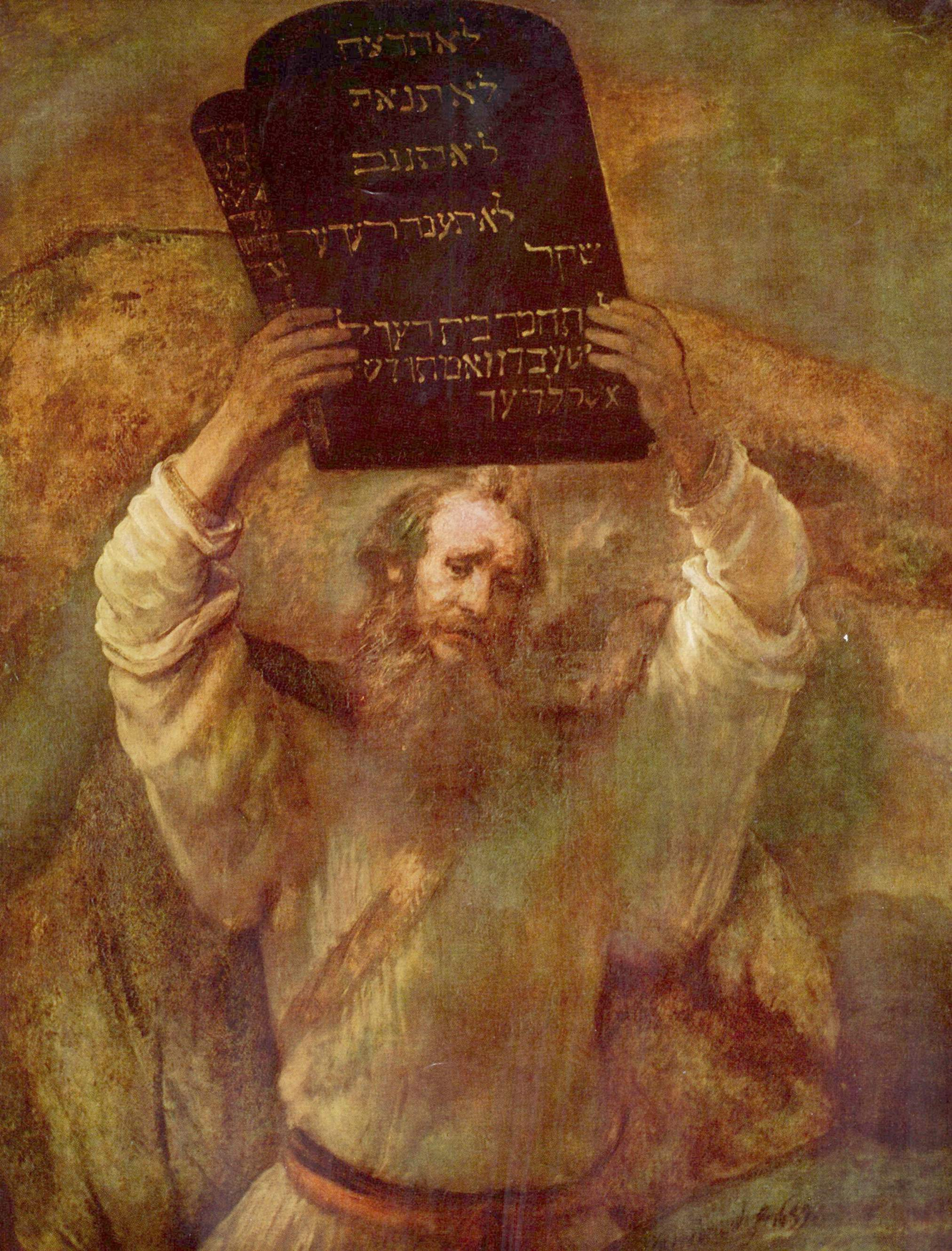
Moïse et les Tables de la Loi peints par Rembrandt en 1659.

L'alliance avec Moïse, racontée dans les chapitres 19 à 24 du livre de l'Exode et dans le Deutéronome, développe la promesse faite à Abraham d'un peuple et d'une terre. La promesse de Dieu « je serai votre Dieu et vous serez mon peuple » (Exode 6:7 et Lévitique 26:12) est mentionnée à plusieurs reprises, particulièrement lorsque sa présence se fait sentir parmi le peuple hébreu. Cette alliance est plus connue sous le nom d'« Ancienne Alliance ».
Bien qu'il s'agisse d'une alliance clémente débutant par une action rédemptrice de Dieu (voir Exode 20:1-2), l'énoncé des lois est largement dominant. À propos de cet aspect particulier de l'alliance mosaïque, Charles Hodge fait trois remarques dans son Commentary on Second Corinthiens : 1) La loi de Moïse était en premier lieu une nouvelle promulgation de l'alliance des œuvres. Vue sous cet angle, il s'agit de l'administration de la condamnation et de la mort. 2) Elle était aussi une alliance nationale donnant lieu à une bénédiction nationale fondée sur l'obéissance nationale. Sous cet angle, cette alliance était purement judiciaire. 3) D'un point de vue sacrificiel, elle renvoie à l'Évangile de salut par l'intermédiaire d'un médiateur. 

#### Alliance davidique
L'alliance avec David est rapportée dans 2 Samuel 7. Dieu proclame qu'il donnera une dynastie à David et lui assurera pour toujours sa royauté et son trône. Cette alliance est respectée, Dieu préserve les descendants de David malgré leur immoralité (1 Rois 11:26-39, 15:1-8, 2 Rois 8:19, 19:32-34) mais cela n'empêche pas au bout du compte le jugement de tomber (comparer 2 Rois 21:7, 23:26-27 et Jérémie 13:12-14). Parmi les prophètes de l'exil, un espoir d'une restauration d'un roi descendant de David qui apportera la paix et la justice, est annoncé (Ezéchiel 37:24-28). 

#### Nouvelle Alliance
L'institution de la Nouvelle Alliance est anticipée par les espoirs de l'arrivée d'un Messie descendant de David, et plus explicitement prédit par le prophète Jérémie (Jérémie 31 à 34). Lors de la Cène, Jésus fait allusion à cette prophétie, ainsi qu'à d'autres prophéties comme Esaïe 49:8, lorsqu’il déclare que la coupe du repas de la Pâque est celle de la « Nouvelle Alliance conclue par son sang » (Luc 22:20). Les évocations de l'Ancien Testament sont nombreuses dans le Nouveau Testament et notamment dans l'épître aux Hébreux (voir en particulier les chapitres 7 à 10). Jésus est le deuxième Adam et l'espoir d'Israël, sa consolation : il est l'accomplissement de la loi et des prophètes (Matthieu 5:17-18). Il est un prophète plus grand que Jonas (Matthieu 12:41) et il est le Fils dans la maison de Dieu où Moïse ne fut que serviteur (Hébreux 3:5-6), menant son peuple à la terre céleste promise. Il est le grand prêtre supérieur à Aaron, s'offrant lui-même comme le parfait sacrifice une fois pour toutes (Hébreux 9:12, 26). Il est un roi plus grand que Salomon (Matthieu 12:42), régnant pour toujours sur le trône de David (Luc 1:32-33). Les termes « Nouveau Testament » proviennent de la traduction latine de l'expression grecque Nouvelle Alliance. Ils sont davantage utilisés pour désigner la deuxième partie de la Bible mais peuvent aussi faire référence à la Nouvelle Alliance en tant que concept théologique.

## Signes et sceaux de l'alliance
Étant donné que la théologie de l'alliance est aujourd'hui principalement protestante et réformée dans sa vision générale, ses partisans ne reconnaissent que deux sacrements : le baptême et l'eucharistie. Les sacrements sont un signe et un sceau de l'alliance de grâce. Avec la prédication, ils constituent un moyen de grâce usuel pour le salut. Les bienfaits de ces pratiques ne proviennent pas de la participation au rite lui-même (en latin : ex opere operato) mais sont censés être reçus par la foi, à travers la puissance du Saint-Esprit.

### Eucharistie

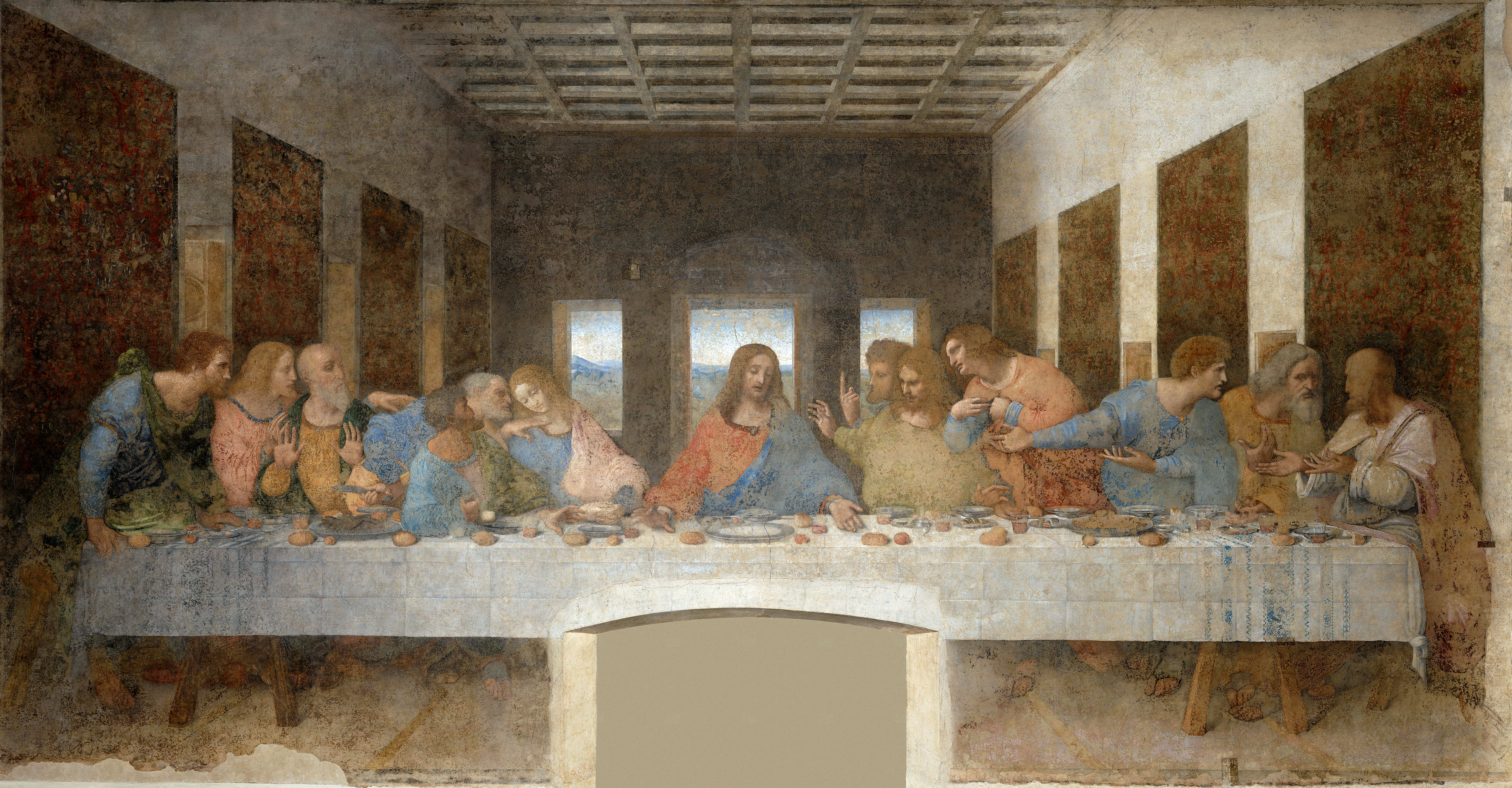
La Cène de Léonard de Vinci.

L'eucharistie a été instituée par Jésus lors de la Cène, durant laquelle il livra une réinterprétation complète du repas de la Pâque. La fête de la Pâque commémore la délivrance du peuple hébreux de l'Égypte, et plus spécifiquement, le fait que le sang de l'agneau que Dieu leur avait ordonné de placer sur leurs portes, a conduit l'ange de la mort à passer son chemin, épargnant du fléau final les premiers-nés des familles. Les auteurs du Nouveau Testament comprennent cet événement de manière typologique : de la même manière que le sang de l'agneau a sauvé les Hébreux du fléau, la mort substitutive de Jésus sauve le peuple de la Nouvelle Alliance du jugement de leurs péchés. La théologie de l'alliance a généralement considéré l'eucharistie comme une participation mystérieuse du Christ dans sa présence réelle, par l'intermédiaire du Saint Esprit, lequel est une véritable présence spirituelle ou présence « pneumatique ». Ceci diffère du catholicisme romain et du luthéranisme qui conçoivent la présence réelle comme une véritable présence du corps du Christ, ainsi que de la position baptiste qui considère l'eucharistie comme une simple commémoration mémorielle. 

### Baptême
Les théologiens pédobaptistes de l'alliance voient dans la conclusion de toutes les alliances, y compris de la Nouvelle Alliance, un principe d'inclusion familiale, collective, ou encore une « succession générationnelle ». Dans les Actes des Apôtres 2:38-39, la promesse est étendue aux enfants des croyants, comme c'était le cas dans l'Ancienne Alliance. Les alliances bibliques entre Dieu et l'homme incluent des signes et des sceaux qui représentent de manière visible la réalité présente derrière les alliances. Ces signes visibles et ces symboles de la rédemption par l'alliance de Dieu sont administrés de manière collective (par exemple ils concernent tout un foyer dans Actes 16:14-15 et Actes 16:31-34) et non de façon exclusivement individuelle. 
Le baptême est considéré comme le signe visible de l'entrée dans la Nouvelle Alliance et peut par conséquent être administré individuellement aux nouveaux croyants qui font une profession de foi publique. Les pédobaptistes croient que cela s'étend collectivement au foyer des croyants, ce qui inclurait typiquement les enfants, ou de manière individuelle aux enfants ou nouveau-nés de parents croyants. Selon cette conception, le baptême est alors vu comme le remplaçant fonctionnel et l'équivalent sacramentel du rite abrahamique de la circoncision (voir Colossiens 2:11-14). Il symbolise, entre autres, la purification interne du péché.
Les théologiens de l'alliance qui défendent le baptême du croyant, tels que les baptistes Benjamin Keach, John Gill et Charles Spurgeon, prétendent que le baptême est destiné uniquement à ceux qui peuvent comprendre et témoigner leur foi. Ils soutiennent que le principe régulateur du culte, que beaucoup de pédobaptistes défendent également et selon lequel tout élément du culte (y compris le baptême) doit être basé sur des préceptes explicitement mentionnés dans l'Écriture, est violé par le baptême des nouveau-nés. En outre, parce que la Nouvelle Alliance est décrite dans Jérémie 31:31-34 comme un temps où tous ceux qui en seraient membres auraient la loi gravée dans leur cœur et connaîtraient Dieu, ils pensent que seuls ceux qui sont « nés de nouveau » sont membres de la Nouvelle Alliance.

## Histoire

### Élaboration et premières formulations
Les concepts fondateurs de la théologie de l'alliance trouvent leur origine dans les écrits des Pères de l'Église tels que ceux d'Irénée de Lyon (qui évoque 4 alliances) et d'Augustin d'Hippone. Ulrich Zwingli et Œcolampade furent parmi les premiers réformateurs à évoquer le système du salut de Dieu à travers les catégories d'alliance des œuvres et d'alliance de grâce. Jean Calvin (dans Institution de la religion chrétienne 2:9-11) et Heinrich Bullinger (dans De testamento seu foedere Dei unico et aeterno) s'attardèrent sur la continuité de l'alliance de grâce, mais enseignaient aussi les fondements de ce qui devint la théologie classique de l'alliance en termes de loi et d'évangile. Les écrits des premiers temps qui suivirent la Réforme, développaient le plan de l'alliance des œuvres et de l'alliance de grâce à partir de la distinction entre la loi et l'évangile. C'est le cas des écrits de Zacharias Ursinus avec son Commentaire sur le catéchisme de Heidelberg (publié de façon posthume en 1591), de Caspar Olevian avec De substantia foederis gratuiti inter deum et electos (1585), et du théologien écossais Robert Rollock avec Tractatus de vocatione efficaci (1597).
L'interprétation de la façon dont la scolastique réformée traitait du rapport entre les notions d'alliance et de contrat, a été beaucoup débattue, spécialement concernant le développement de la théologie fédérale en Europe continentale. Selon le professeur de théologie Lyle Bierma, l'idée contemporaine, couramment acceptée, selon laquelle les réformateurs de Genève enseignaient une relation d'alliance unilatérale et autonome pendant que les réformateurs rhénans parlaient d'une relation contractuelle bilatérale, est fausse. Bierma soutenait en effet que l'identification par Leonard Trinterud d'une polarisation évidente entre d'un côté Calvin et Olevian, et de l'autre Luther et Bullinger, résulte d'une lecture erronée de l'Histoire. En revisitant la possibilité d’une élaboration transversale de la pensée entre les réformateurs continentaux et les réformateurs anglais tels que William Tyndale, il semble qu'ils développaient tous une approche similaire de la théologie fédérale, à savoir que la relation d'alliance incorpore à la fois une dimension unilatérale et bilatérale. 
Les proclamations classiques de la théologie de l'alliance peuvent être trouvées dans la confession de foi de Westminster, une confession de foi britannique (particulièrement dans les chapitres 7, 8 et 19), ainsi que dans les écrits de théologiens anglais comme les ouvrages Biblical Theology et Exposition of the Epistle to the Hebrews de John Owen. Les affirmations classiques de cette théorie chez les théologiens continentaux du XVIIe siècle, incluent l'ouvrage Summa doctrinae de foedere et testamento dei publié en 1648 par Johannes Cocceius, Institutio Thelogiae Electicae de Francis Turretin, et De oeconomia foderum Dei cum hominibus de Hermann Witsius. Elles sont également présentes dans les écrits de Jonathan Edwards dans Collected Writings of Jonathan Edwards. 
Aux États-Unis, les théologiens de Princeton (Charles Hodge, Archibald Alexander Hodge, Benjamin B. Warfield, Geerhardus Vos et John Gresham Machen) et aux Pays-Bas, Herman Bavinck, suivirent les grandes lignes de la théologie classique de l'alliance, enseignant l'alliance de rédemption, l'alliance des œuvres (loi) et l'alliance de grâce (évangile). 
Parmi les théologiens récents de l'alliance aux États-Unis, on trouve Michael Horton, Meredith G. Kline, James Innell Packer, Richard L. Pratt, Jr, O. Palmer Robertson et Robert Charles Sproul. Ce concept est enseigné dans des écoles comme le Covenant Theological Seminary, le Greenville Presbyterian Theological Seminary, le Knox Theological Seminary, le Reformed Theological Seminary, le séminaire théologique de Westminster, le Redeemer Seminary, la faculté libre de théologie réformée d'Aix-en-Provence et le Westminster Seminary California.

### Développements récents
De récents développements dans la théologie de l'alliance ont été entrepris par des pasteurs et théologiens réformés et presbytériens. 

#### Structure de l'alliance
Dans les années 1960 et 1970, Meredith G. Kline a mené une recherche pionnière dans le domaine des études bibliques. S'appuyant sur des travaux préalables de George E. Mendenhall, il a comparé la forme de l'alliance avec les traités communs entre suzerains et vassaux du Proche-Orient ancien au IIe siècle av. J.-C.. L'un des passages les plus importants de son étude est la comparaison de l'alliance mosaïque avec la formule du traité hittite de suzeraineté. Une proposition de comparaison entre la structure de ce traité et le livre du Deutéronome donne :
- Préambule (voir Deutéronome 1:1-4)
- Prologue historique (voir Deutéronome 1:5 à 3:29)
- Stipulations (voir Deutéronome 4-26)
- Clause du document (voir Deutéronome 27)
- Liste de dieux servant de témoins (manquant dans le Deutéronome)
- Sanctions : malédictions et bénédictions (voir Deutéronome 28 et 31 à 34).

D'après Kline, ces comparaisons avec les traités suzerains-vassaux et avec les accords royaux dans le Proche-Orient ancien, mettent en lumière certaines caractéristiques spécifiques à l'alliance mosaïque. Celle-ci peut alors être vue comme une alliance des œuvres plutôt qu'une alliance de grâce, ce qui la différencierait des autres alliances historiques survenues après la chute. Cependant, beaucoup de ceux qui ont accepté ce nouvel aperçu de l'alliance mosaïque, ont par la suite continué à insister, en accord avec la confession de foi de Westminster, sur le fait que cette alliance fut fondamentalement une administration de l'alliance de grâce. 

#### Révisions contemporaines et controverse
Un certain nombre d'importants théologiens de l'alliance du XXe siècle, comme Karl Barth, Klaas Schilder et John Murray, se sont écartés de la notion traditionnelle d'alliance des œuvres. Ils ont développé un plan à une seule alliance qui subsume toutes les alliances sous l'alliance de grâce. L'orientation des alliances bibliques porte alors sur la grâce et la foi. Cette idée ne s'est pas développée de façon cohérente entre les différents théologiens. Par exemple, Barth, influent parmi les Églises dites mainline et certains cercles évangéliques, concevait la grâce comme la réalité fondamentale sous-jacente à toute la création. Influent parmi les Églises plus conservatrices, réformées et presbytériennes, Murray reconnaissait le concept traditionnel de principe des œuvres comme condition à la vie pour Adam dans le jardin d'Éden, comparant les œuvres d'Adam avec les œuvres du Christ. Mais il refusait d'en parler comme d'une alliance, préférant désigner cet arrangement sous les termes d'administration adamique. 
À la fin des années 1970, au séminaire théologique de Westminster, Norman Shepherd, un professeur de théologie systématique, fut renvoyé à cause d'une controverse au sujet de son enseignement de la justification. Sa conception impliquait une refondation de la théologie de l'alliance qui allait au-delà de celle de Murray, son prédécesseur. Shepherd niait toute notion de principe des œuvres ou de mérite, ce qui le conduisait à nier que la justice du Christ est imputée aux croyants. Il affirmait que la propre justification de Jésus était due à sa foi et à son obéissance. De la même façon, le croyant doit alors être justifié devant Dieu par la foi et par sa propre obéissance personnelle. L'idée défendue par les partisans de Shepherd est que l'alliance des œuvres entre Adam et Dieu dans le jardin d'Éden ne faisait à l'origine pas partie de la théologie de l'alliance, reprenant l'observation de John Murray selon laquelle il n'existe pas de mention explicite de cette alliance dans les premières confessions de foi telles que la confession de La Rochelle (1559), la confession écossaise (1560), la confessio belgica (1561), les Trente-neuf articles (1562), le catéchisme de Heidelberg (1563) et la Confession helvétique postérieure (1566). 
Certains des opposants à Shepherd prétendent que le concept d'un principe d'œuvres distinct d'une alliance de grâce transparaît clairement dans les commentaires et travaux dogmatiques des tout premiers théologiens de l'alliance, particulièrement dans la distinction qui est faite entre la loi et l'évangile (par exemple Zacharias Ursinus dans son Commentaire sur le catéchisme de Heidelberg). Une indication explicite d'une alliance des œuvres serait également présente dans les écrits de ces théologiens comme ceux d'Olevian et de Rollock. De plus, les défenseurs de la conception traditionnelle soutiennent que le concept de principe des œuvres fonctionnant avant la chute en tant qu'alliance, se trouve dans les premières confessions même si l'alliance des œuvres n'y est pas explicitement mentionnée. Par exemple, l'article 14 de la confessio belgica parle d'Adam ayant reçu et transgressé « le commandement de vie », et la question et réponse 6 du catéchisme d'Heidelberg affirme la bonté de l'homme au moment de la création. La confession de foi de Westminster, écrite plus tard, en 1646, nomme explicitement l'alliance des œuvres qu'Adam a transgressée (7.2 et 19.1) et qui « continue à être une parfaite règle de justice » sous la forme de la loi morale (19.2 et 19.3). 
En opposition aux théologiens modernes qui ont révisé la théologie de l'alliance, Meredith G. Kline insista à nouveau sur la notion d'alliance des œuvres, telle qu'elle est exprimée dans la confession de foi de Westminster (7.2), comme moyen de garantir un évangile de grâce. Kline écrit ainsi : « Si les œuvres méritoires de Jésus en tant que deuxième Adam ne pouvaient être proclamées, alors évidemment il n'y aurait pas de réussite méritoire à imputer à son peuple comme base de sa justification-approbation. L'invitation de l'Évangile s'avérerait être un mirage. Nous qui avons cru en Christ, serions alors encore sous la condamnation. Cependant, la vérité de l'évangile est que le Christ a accompli le seul et unique acte de justice, et par sa seule obéissance, beaucoup sont déclarés justes (Romains 5:18-19)… Sous-jacent à la médiation du Christ dans le cadre d'une l'alliance de grâce pour le salut des croyants, se trouve l'accomplissement terrestre, à travers l'obéissance méritoire, de sa céleste alliance des œuvres avec le Père. Ce qui est au départ un rejet des œuvres, finit par être une attaque, néanmoins involontaire, du message biblique de la grâce salvatrice. »
Kline, Michael Horton, et d'autres, ont cherché à faire respecter la distinction entre deux sortes de traditions d'alliance : l'une basée sur la loi (œuvres), l'autre sur la promesse (grâce),. Alors que certains objectent que Kline et les autres poussent la distinction trop loin, le consensus dans la théologie réformée  énonce que les œuvres sont antithétiques à la grâce comme moyen de justification. Cependant les œuvres sont en fin de compte le fondement de la grâce, puisque Dieu exige le parfait respect de la loi pour la récompense céleste. Étant donné qu'il est supposé qu'il s'agit d'une tâche impossible pour le pécheur corrompu, c'est le Christ qui obéit parfaitement à la loi en accomplissement de l'alliance des œuvres. Jésus, gagnant la récompense, la transmet gratuitement à son peuple (voir Luc 22:29). Ainsi R. C. Sproul écrit : « La relation de l'homme avec Dieu lors de la création était basée sur les œuvres. Ce qu'Adam a échoué à accomplir, Christ, le deuxième Adam, a réussi à accomplir. Au bout du compte, la seule façon d’être justifié, c'est par les œuvres ». Le pécheur serait donc sauvé par les œuvres du Christ et non par ses propres œuvres. Se tenir droit debout devant Dieu serait permis grâce à une justice étrangère ou imputée, reçue par la foi, et non grâce à une fidélité personnelle, laquelle serait le fruit du salut et non sa source.

### Documents historiques
- Confession de foi de Westminster (1647), chapitre 7, chapitre 8, chapitre 19 et chapitre 27
- Consensus helvétique (1675)

### Partisans
- (en) John Ball, A Treatise of the Covenant of Grace, 1645, Facsimile reprint, Dingwall, Peter and Rachel Reynolds, 2006  (ISBN 1-84685-278-1)
- (en) Michael Horton, God of Promise: Introducing Covenant Theology, Grand Rapids, Baker Books, 2006  (ISBN 0-8010-1289-9)
- (en) Meredith G. Kline, Kingdom Prologue: Genesis Foundations for a Covenantal Worldview, Overland Park, Two Age, 2000  (ISBN 0-9706418-0-X)
- (en) John Murray, Covenant Theology. In Collected Writings of John Murray, vol. 4., Carlisle, Banner of Truth Trust, 2006  (ISBN 0-85151-340-9)
- (en) Robert L. Reymond, A New Systematic Theology of the Christian Faith, Nashville, Nelson, 1998  (ISBN 0-8499-1317-9)
- (en) O. Palmer Robertson, Christ of the Covenants, Phillipsburg, Presbyterian & Reformed, 1981  (ISBN 0-87552-418-4)
- (en) O. Palmer Robertson, The Israel of God: Yesterday, Today and Tomorrow, Phillipsburg, Presbyterian & Reformed, 2000  (ISBN 0-87552-398-6)
- (en) Cornelius Van Til, « Covenant Theology » in L. A. Loetscher (Ed.), The New Schaff-Herzog Twentieth Century Encyclopedia of Religious Knowledge, Grand Rapids, Baker, 1955  (ISBN 99914-2-980-8)
- (en) Geerhardus Vos, « The Doctrine of the Covenant in Reformed Theology » in R. B. Gaffin, Jr. (Ed.), Redemptive History and Biblical Interpretation: The Shorter Writings of Geerhardus Vos, Phillipsburg, Presbyterian & Reformed, 2001  (ISBN 0-87552-513-X)
- (en) Hermann Witsius, (Reprint 1990). The Economy of the Covenants Between God and Man, 2 vols. Phillipsburg: Presbyterian & Reformed.  (ISBN 0-87552-870-8)
- (en) Fred Malone (2003). The baptism of disciples alone: A covenantal argument for credobaptism versus paedobaptism. Founders Press.  (ISBN 0-9713361-3-X)
- (en) D. B. McWilliams, « The Covenant Theology of the Westminster Confession of Faith and Recent Criticism » in The Westminster theological journal, 1991, vol. 53, n°1, pp. 109-124, Philadelphie, Séminaire théologique de Westminster  (ISSN 0043-4388), Résumé en français

### Critiques
- (en) Renald Showers, There Really Is a Difference: A Comparison of Covenant and Dispensational Theology, Friends of Israel Gospel Ministry, 1990  (ISBN 0-915540-50-9)